# 古亞夫

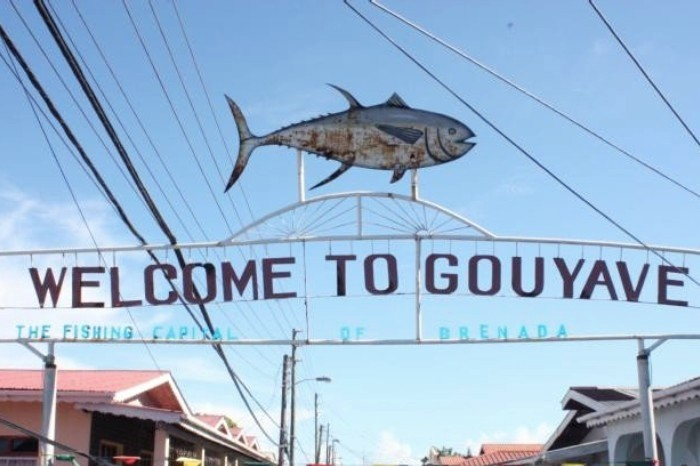
“歡迎古亞夫，格林納達的漁業首都”

古亞夫是格林納達的城市，也是聖約翰區的首府，位於該國西部，海拔高度82米，主要經濟活動是捕魚業，每年6月29日是當地漁民的慶祝節日，2008年人口3,378。

## 歷史
英國梅克倫堡-施特雷利茨的夏洛特後最初被稱為夏洛特頓。

## 外部連結
- http://www.gogouyave.com（页面存档备份，存于）

1. ↑  . Falling Rain.   [2018-07-23]. （原始内容存档于2018-07-23）.